# Підкоришник звичайний

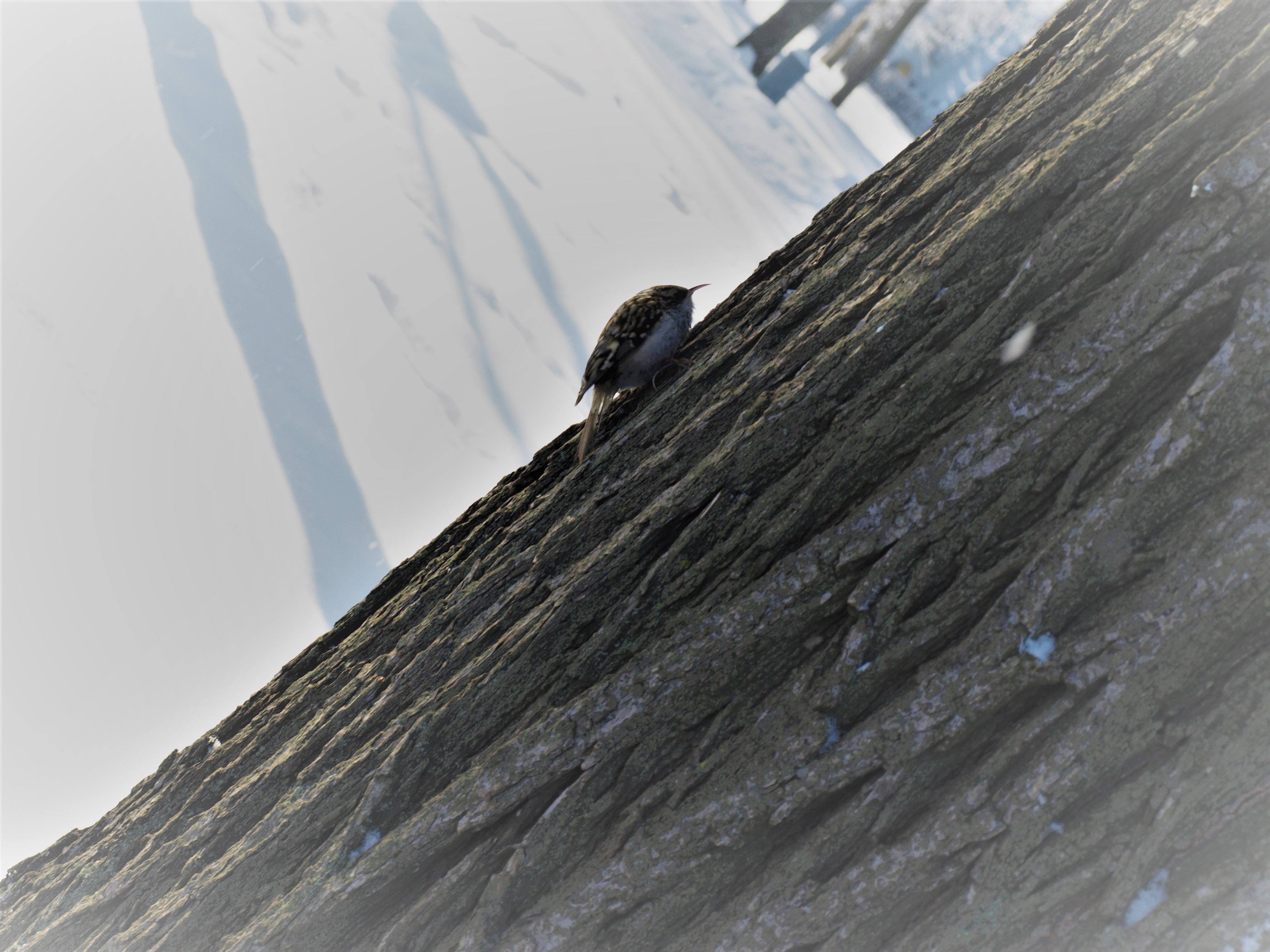

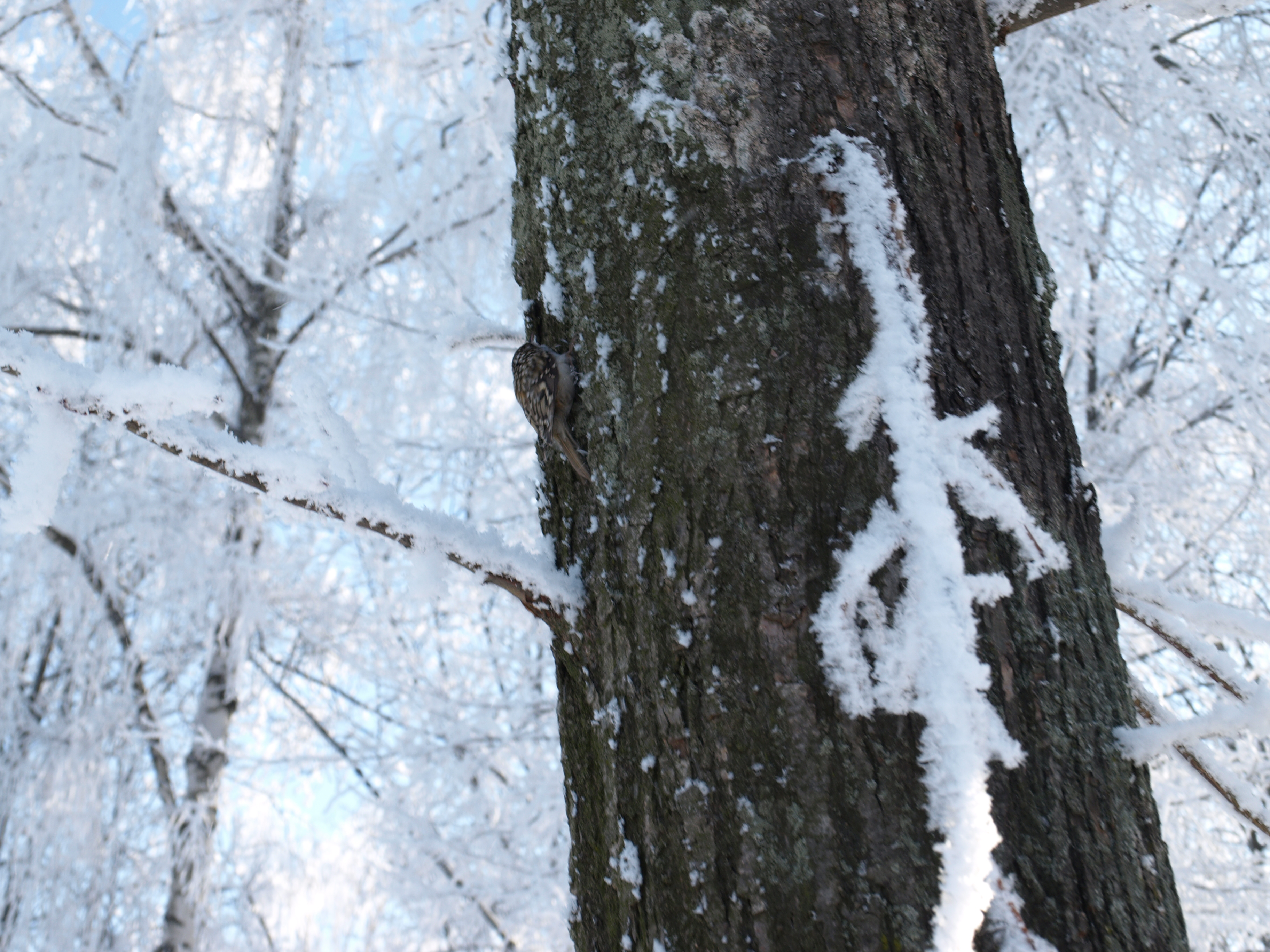

Підкори́шник звича́йний (Certhia familiaris) — невеликий птах з ряду горобцеподібних, розповсюджений практично на всій помірній кліматичній зоні Євразії. Для виду характерні тонкий загнутий донизу дзьоб, сторкато-коричневе забарвлення верхньої частини тіла та сірувато-біле — нижньої, довгі, прямі та жорсткі хвостові пера, що допомагають триматись вертикально на стовбурах дерев. Від найбільш подібного виду, короткопалого підкоришника (Certhia brachydactyla), підкоришника звичайного легше всього відрізнити за співом.
Вид підкоришник звичайний поділяють на приблизно дев'ять підвидів, котрі живуть та розмножуються в різних частинах його великого ареалу.
Підкоришники зустрічаються в лісових ландшафтах практично будь-якого типу, але на території, де ареал цього виду збігається з ареалом підкоришника короткопалого (Європа), підкоришник звичайний надає перевагу хвойним лісам та/або більшим висотам над рівнем моря. На всьому ареалу даний вид гніздиться в дуплах, тріщинах кори та під її відшарованими пластинами; тому в місцях, де росте інтродукована гігантська секвоя, птах найчастіше зустрічається на ній з огляду на велику чисельність придатних для гніздування місць. Яйця та пташенята, що не стали на крило, можуть поїдатись дятлами та дрібними ссавцями, включаючи вивірок.
Звичайний підкоришник є птахом-комахоїдом, свою здобич добуває з тріщин кори, при пересуванні стовбуром дерева здаля нагадує мишу. Взимку птах веде поодинокий спосіб життя, хоча в особливо холодні дні кілька птахів можуть відпочивати, стулившись разом на одній гілці.

## Загальний опис
Всі підвиди звичайного підкоришника є доволі схожими зовнішньо: невеликі птахи в сторкато-плямистому оперенні верхньої частини тіла, рудуватим охвістям, та сірувато-білим забарвленням черева. Дзьоб відносно довгий, загнутий донизу; довгі та жорсткі хвостові пера допомагають утримуватись вертикально на стовбурах дерев. Пісня — мелодійне свистіння, з коротким «віт» на кінці, поклик — високотональне «цііт».
Ареал звичайного підкоришника накладається на ареали кількох інших видів роду, що може спричинювати проблеми з видовим визначенням на ряді територій. На території Європи звичайний підкоришник на більшій частині території співіснує з підкоришником короткопалим. У порівнянні з останнім видом, звичайний підкоришник має світлішу нижню частину тіла, яскравішу та строкатішу верхню частину, світліші брови (supercilium), та трохи коротший дзьоб. Візуальна ідентифікація, тим не менше, є досить складною навіть для впійманих у пастки птахів. Набагато легше розрізнити ці два види за їхнім співом; але за деякими спостереженнями, обидва види іноді можуть видавати спів, характерний для іншого з них.
Три гімалайські підвиди підкоришника звичайного останнім часом часто виділяються в окремий вид — підкоришник високогірний (Certhia hodgsoni); але, якщо відносити їх до підкоришника звичайного, то основними ознаками, що їх відрізняють від трьох інших південно-азійських видів роду, будуть такі: рівномірне забарвлення хвоста на відміну від підкоришника гімалайського (Certhia himalayana), білясте горло на відміну від підкоришника вохристого (Certhia discolor), та темніші боки на відміну від підкоришника непальського (Certhia nipalensis).
Американський підкоришник (Certhia americana), дуже схожий на звичайного зовні, в Європі ніколи не спостерігався, але на осінніх перельотах його дуже важко відрізнити від підкоришника звичайного, особливо з огляду на те, що в цей період він практично не співає.

## Таксономія

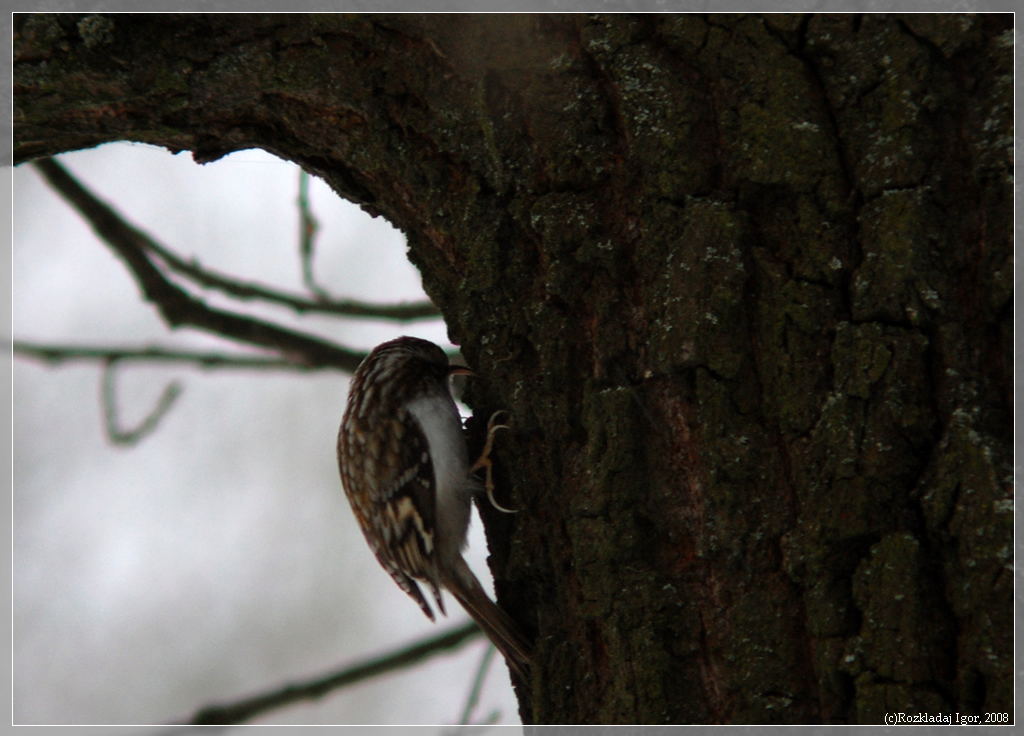
Звичайний підкоришник, що харчується на дереві

Звичайний підкоришник був вперше описаний під своєю сучасною назвою Карлом Ліннеєм в книзі «Systema naturae» в 1758 році. Біноміальна назва виду походить від грецького слова kerthios, яким позначалась описана Аристотелем маленька пташка, що живе на стовбурах дерев, та латинського слова familiaris — «звичайний».
Цей вид є одним з приблизно дев'яти близько споріднених видів, що формують рід Підкоришник (Certhia). Дев'ять видів роду формують дві еволюційні групи: голарктичну та південно-азійську. Для голарктичної групи характерний мелодійніший спів, що завжди (окрім C. familiaris з китайського ареалу) починається або закінчується треллю «цріі». Види південно-азійської групи, навпаки, мають коротші фрази співу без трелі «цріі». Всі види мають досить видоспецифічний спів, і деякі підвиди були таксономічно підвищені до рангу видів, базуючись саме на особливостях співу.
Звичайний підкоришник належить до голарктичної групи, разом з американським коричневим підкоришником (C. americana), короткопалим підкоришником (C. brachydactyla) з західної частини Євразії, та, у випадку виділення його в окремий вид, високогірним підкоришником (C. hodgsoni) з південної та південно-західної межі Гімалаїв.
Звичайний підкоришник поділяється на 9-12 підвидів, залежно від таксономічної системи; всі підвиди дуже схожі, та часто схрещуються на територіях, де їхні ареали збігаються. У зовнішньому вигляді птахів спостерігається географічний градієнт із заходу на схід Євразії, згідно з яким у східних підвидів є сірішою верхня половина тіла та більш білястою — нижня, але ця тенденція стає оберненою на схід від ріки Амур. На сьогодні виділяють такі підвиди:
| Підвид             | Ареал                                                      | Примітки |
| ------------------ | ---------------------------------------------------------- | --- |
| C. f. britannica   | Велика Британія та Ірландія                                | Ірландські підкоришники, що трохи темніші за британських, іноді виділяються в окремий підвид                            |
| C. f. macrodactyla | Західна Європа                                             | Тьмяніші зверху та світліші знизу, ніж C. f. britannica                                                                 |
| C. f. corsa        | Острів Корсика                                             | Ділянки рудуватого кольору в нижній частині тіла та контрастніше забарвлення верхньої частини, ніж у C. f. macrodactyla |
| C. f. familiaris   | Скандинавія та східна Європа на схід до західного Сибіру   | Номінативний підвид. Тьмяніша верхня половина тіла, ніж у C. f. macrodactyla, сірувато-білий знизу                      |
| C. f. daurica      | Східний Сибір, Монголія                                    | Тьмяніший та сіріший, ніж номінативний підвид                                                                           |
| C. f. orientalis   | Басейн Амура, північно-східний Китай, Корея                | Схожий на номінативний підвид, але з яскравішими смужками на верхній частині тіла                                       |
| C. f. japonica     | Японія                                                     | Темніший та рудуватіший за C. f. duarica                                                                                |
| C. f. persica      | Крим та Туреччина, на схід до північного Ірану             | Менш яскравий та менш рудуватий за номінативний підвид                                                                  |
| C. f. tianchanica  | Північно-східний Китай та прилеглі частини колишнього СРСР | Тьмяніший та більш рудуватий за номінативний підвид                                                                     |
| C. f. hodgsoni     | Західні Гімалаї (Індія), Кашмір                            | Часто номінується як окремий вид, C. hodgsonii.                                                                         |
| C. f. mandellii    | Східні Гімалаї (Індія), Непал                              | Часто номінується як окремий вид, C. hodgsonii.                                                                         |
| C. f. khamensis    | Китай, Сичуань                                             | Часто номінується як окремий вид, C. hodgsonii.                                                                         |

## Розповсюдження

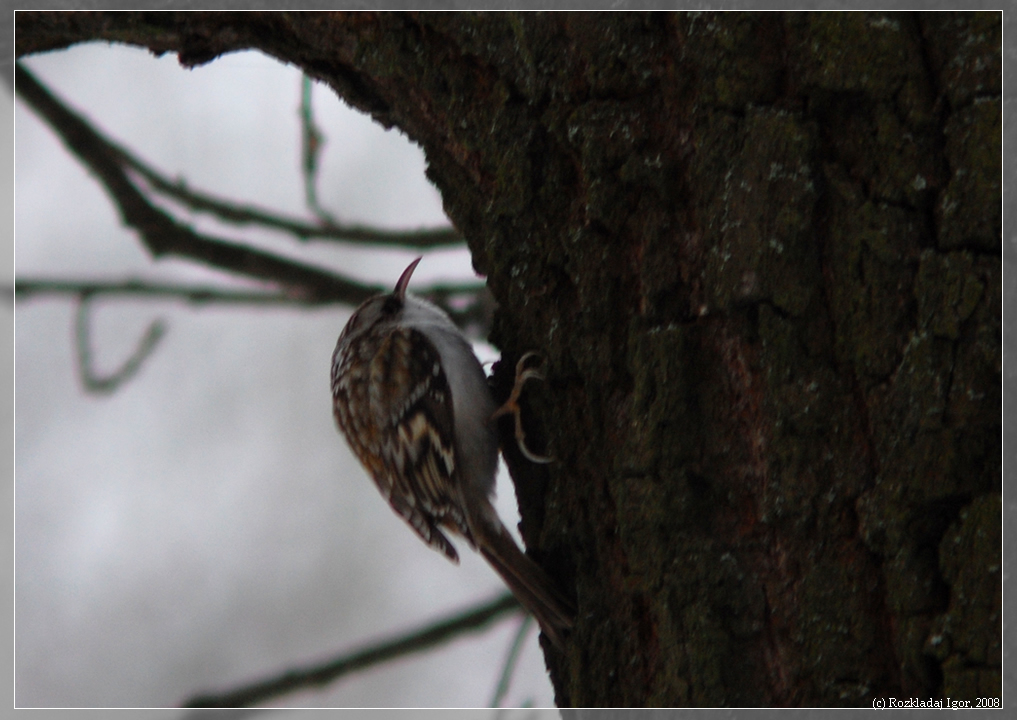

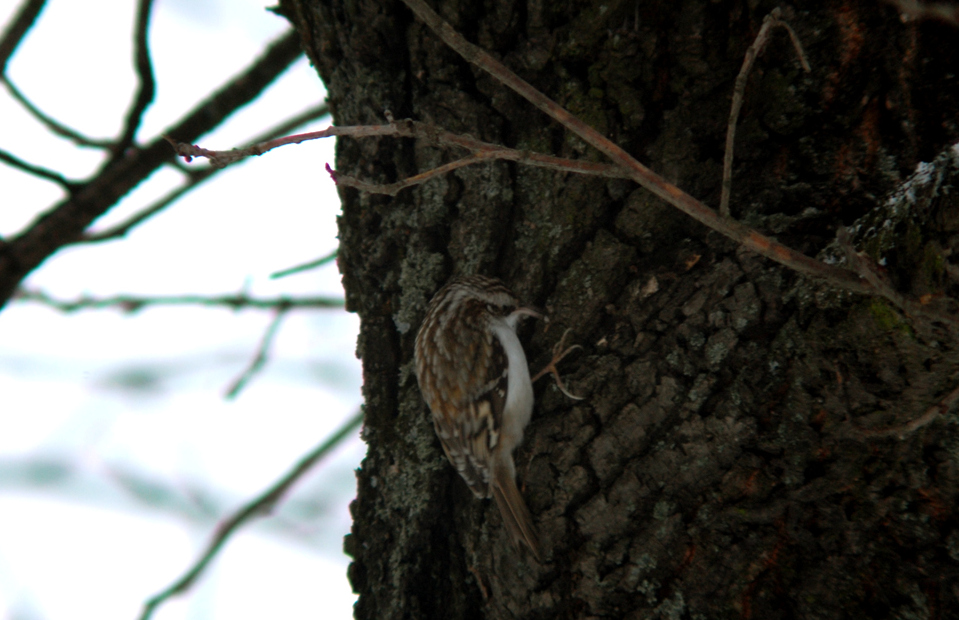

Звичайний підкоришник є найширше розповсюдженим представником роду; гніздиться в лісах помірного кліматичного поясу практично на всій Євразії від Ірландії до Японії, його загальний ареал має площу близько 10 млн км². Цей птах віддає перевагу старим деревам і, в більшій частині Європи, де його ареал накладається на ареал короткопалого підкоришника, притаманніший хвойним лісам, особливо сформованим ялиною та ялицею; тим не менше, на територіях, де цей вид є єдиним підкоришником, наприклад в європейській частині Росії та на Британських островах, він віддає перевагу широколистяним та мішаним лісам порівняно з хвойними.
В Україні підкоришник звичайний мешкає в лісових і лісостепових смугах, північній степовій смузі, в пониззях Дніпра, Дністра і Дунаю (зокрема, зустрічається в Дунайському Біосферному заповіднику), а також в Кримських горах. Перевагу надає лісам, але можна його зустріти і в парках.
Звичайний підкоришник гніздиться аж до рівня моря в північній частині ареалу, але далі на південь його гніздування стає притаманним, в середньому, більшим висотам. В Піренеях нижньою межею гніздування є ізолінія 1370 метрів, в Китаї — 400—2100 метрів, в південній Японії — 1065—2135 метрів. Територія гніздування обмежена ізотермами липня 14-16 °C та 23-24 °C.
Звичайний підкоришник є осілим птахом у західній та південній частинах ареалу, але деякі північні птахи взимку відкочовують на південь, а особини, що гніздяться в горах, часто з настанням холодів спускаються до менших висот. Зимові міграції та розселення молодих птахів призводить до спостережень зальотів підкоришника за межами усталеного ареалу. Зимові мігранти азійських підвидів відмічені в Південній Кореї та південному Китаї, а номінативний підвид спостерігався на захід від свого постійного ареалу — аж до Оркнейських островів та Шотландії. Також звичайний підкоришник спостерігався на зальотах на Нормандських островах (де постійна популяція існує лише у підкоришника короткопалого), на Мальорці та Фарерських островах.

## Охоронний статус
Цей вид має дуже великий ареал (площа близько 10 мільйонів квадратних кілометрів) та чисельну популяцію: тільки чисельність підкоришника звичайного в Європі оцінюється в 11-20 мільйонів особин. Тенденції зміни чисельності виду не описані, але, судячи зі всього, він не знаходиться під загрозою зникнення згідно з критеріями Червоного Списку МСОП (скорочення чисельності популяції на 30 % протягом 10 років або трьох поколінь).
Птах є досить звичайним практично на всій території розповсюдження, крім північної межі ареалу, де він відносно рідкісний з огляду на занадто холодні для нього зими, особливо якщо харчуванню заважає утворення криги на стовбурах дерев. Також цей птах є відносно рідкісним в Туреччині та на Кавказі. Західною межею ареалу є Зовнішні Гебриди (Шотландія), та Норвегія. Перший випадок розмноження в Нідерландах зареєстрований в 1993 році.

## Спосіб життя

### Розмноження

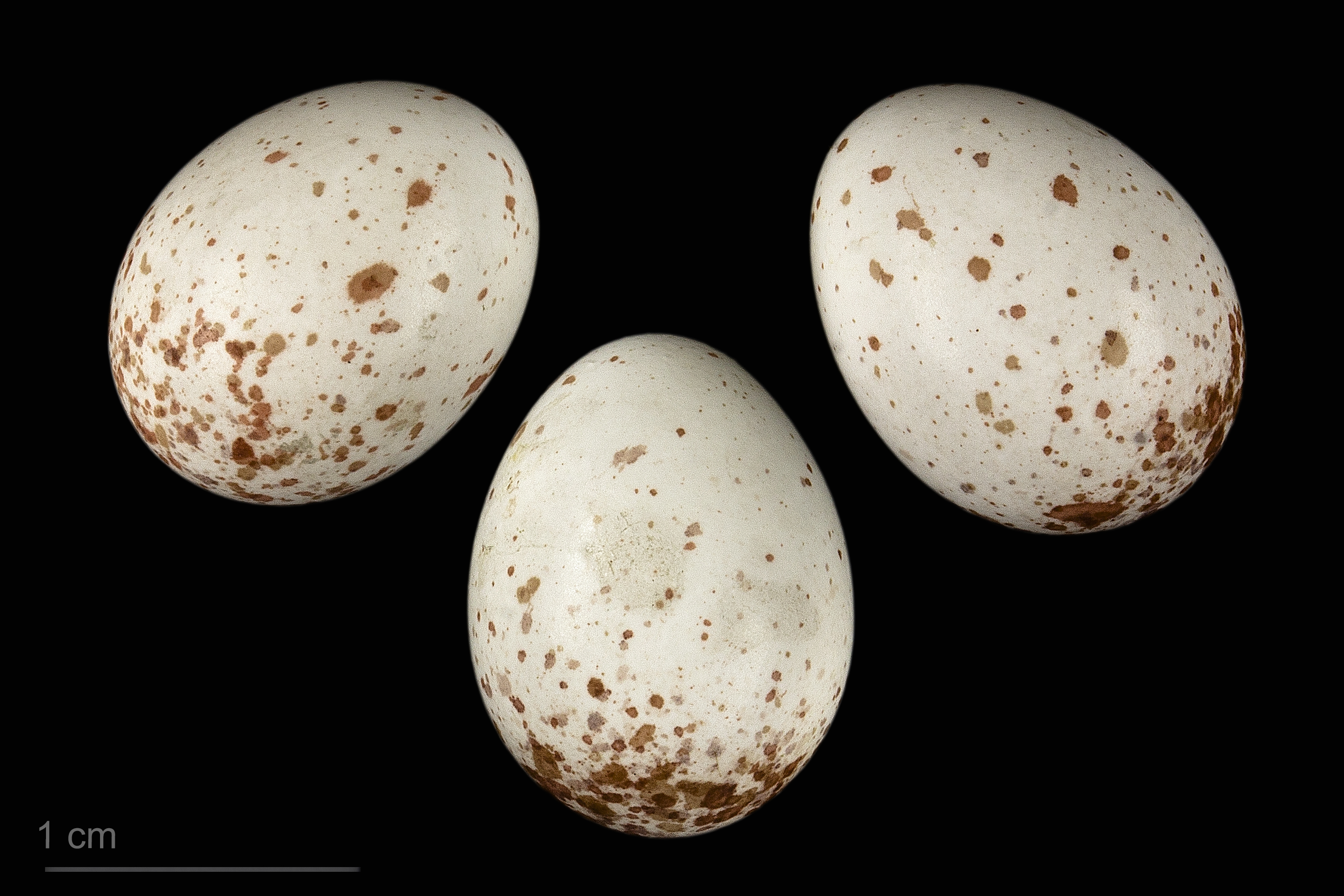
яйце Certhia familiaris macrodactyla - Тулузький музей

Звичайний підкоришник починає розмножуватись у віці один рік, роблячи гнізда в дуплах, тріщинах дерев або під корою старого дерева (береза, осика, липа). В місцях, де був акліматизований американський секвоядендрон, це дерево є улюбленим гніздовим об'єктом, тому що в його м'якій корі легко утворюються пустоти. Подеколи для гніздування використовуються тріщини в будівлях, стінах, та штучні гніздов'я. Намагається робити гніздо невисоко від землі — від 0,5 до 4 метрів. Нижня частина гнізда — пухка основа, що складається з тонких гілочок і шматочків кори. Стінки гнізда — з трави, волокна дерева, вузьких листочків змішаних із шматочками кори, деревини, моху. Підстилка зроблена з дрібного пір'я, павутиння, коконів, вовни, лишайників. За бідності підстилки може і не бути. Гніздо має приплюснуту форму розміром 6-8 см завширшки і 8-20 см заввишки. Іноді підкоришники роблять за літо дві кладки.
В Європі типова кладка налічує 5-6 яєць, що відкладаються від березня до червня, в Японії — з травня до липня.
В Україні підкоришник гніздиться доволі рано, в кінці квітня вже присутня кладка з 5-7 білих яєць з червоно-коричневими плямками і крапочками, кількість яких збільшується до тупого краю яйця. Яйця розмірами 1,4-1,6 на 1,1-1,2 см. Висиджуються близько двох тижнів тільки самкою, після чого пташенята ще два тижні лишаються у гнізді. Перед тим, як навчитися літати, пташенята починають повзати навколо гнізда і пищать при появі батьків. В кінці травня — початку червня пташенята вже літають, але ще кілька днів повертаються до гнізда на ночівлю.

### природні вороги
Природними ворогами підкоришника, що особливо небезпечні для кладок та нелітаючих пташенят, є великий строкатий дятел (Dendrocopos major), вивірки обох видів, що зустрічаються в Європі (місцева руда та американська сіра), та дрібні куницеві. 
Втрати від хижаків приблизно в три рази більші неоднорідних лісах, розсічених вирубками та галявинами, аніж в щільних масивах (32.4 % та 12.0 % відповідно). Втрати від хижаків зростають у старих лісових масивів та поблизу сільськогосподарських об'єктів, імовірно завдяки підвищеній щільності популяцій дрібних куницевих в таких місцях. Відсоток виживання молодняка достеменно невідомий, але проміж дорослих птахів виживають 47.7 % кожного наступного року. 
Типова тривалість життя в природі — два роки, максимальна зареєстрована тривалість життя — вісім років та 10 місяців.

### Харчування

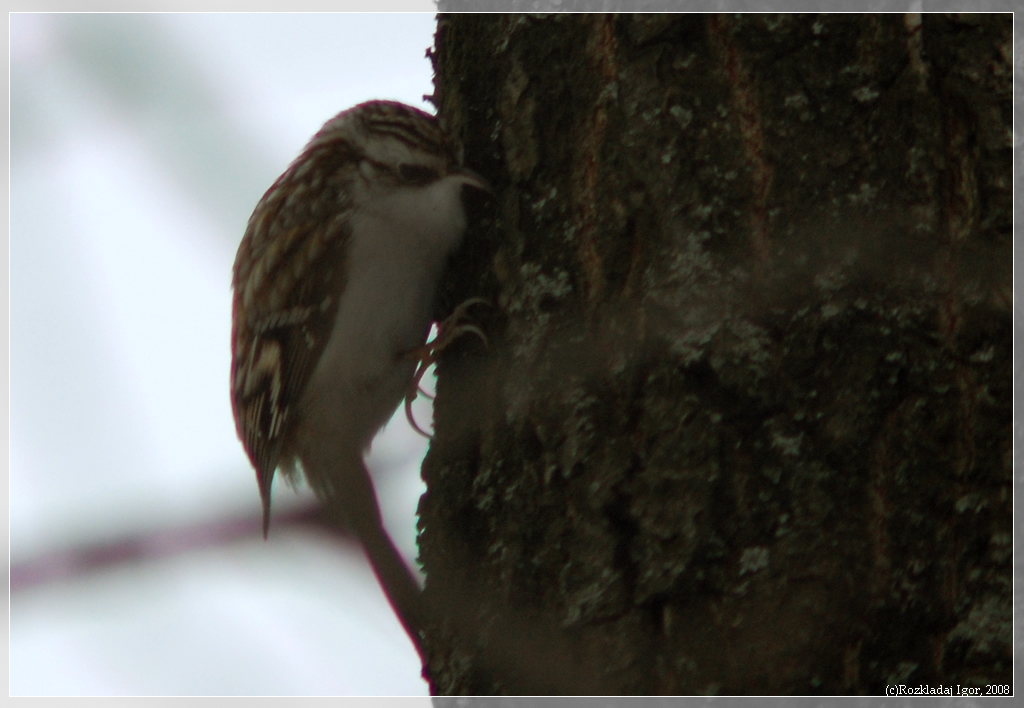

Харчується переважно комахами, але також і іншими безхребетними — птах стрибає по стовбурах дерев знизу догори по спіралі. Закінчивши огляд дерева, перелітає на низ іншого. На відміну від повзика, ніколи не спускається деревами вниз головою. Хоча в більшості випадків харчування спостерігається на деревах, також воно можливе і на стінах, а також на землі, особливо серед опалих голок хвойних дерев; в холодні зими підкоришник звичайний може додавати до свого харчування деяку кількість насіння хвойних порід.
Самки звичайного підкоришника харчуються переважно на верхній частині стовбура, в той час як самці — на нижній. Дослідження, проведене у Фінляндії, показало, що за відсутності самця самотня самка харчується на меншій висоті, витрачає менше часу на кожне дерево, і має коротші харчувальні періоди, аніж самка, що має пару.
Підкоришник взимку час від часу може приєднуватись до міжвидових кормових зграй, але при цьому не долучається до поїдання корму, знайденого синицями або корольками, а лише використовує переваги безпечнішого середовища в зграї (завдяки щільнішому спостереженню за оточенням). Фінські дослідники довели, що в місцях, де харчуються великі групи мурах, чисельність безхребетних, придатних для харчування підкоришників, істотно зменшується; отже, лісові мурахи є харчовим конкурентом цих птахів.

### Поведінка

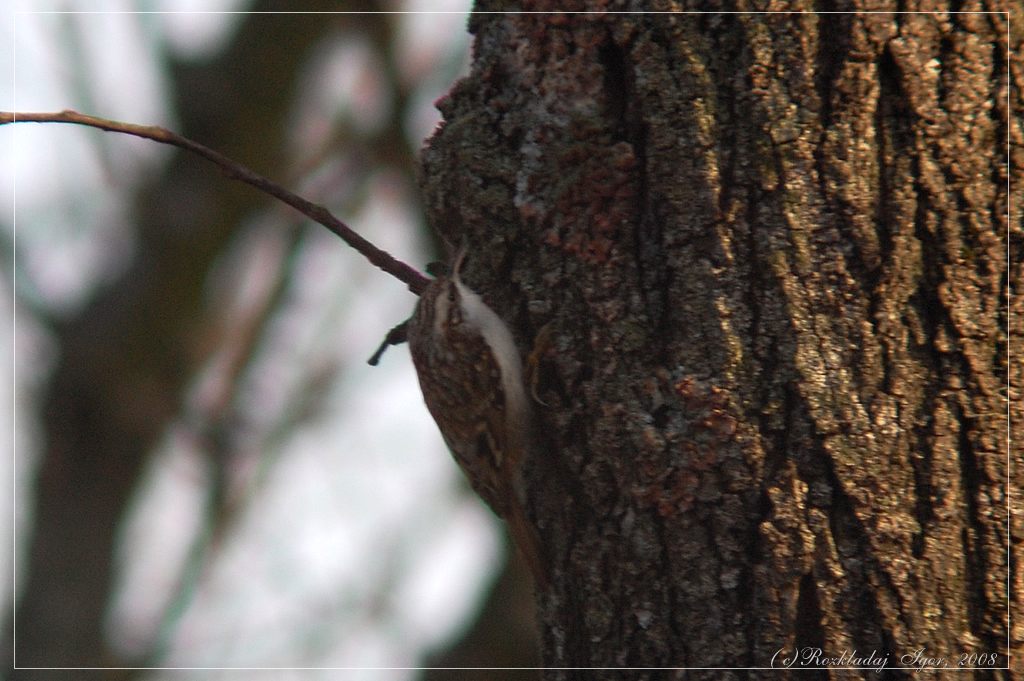

Підкоришник звичайний — невеликий лісовий птах з камуфлюючим оперенням та неголосним співом, завдяки чому легко лишається непоміченим. Характерним для нього рухом є мишоподібне пересування короткими ривками вертикально по стовбурах та товстих гілках дерев, з використанням довгого жорсткого хвоста та широко розведених ніг як трикутника опори. Тим не менше, цей птах не дуже обережний і часто не звертає уваги на присутність людини. В нього характерний нерівний пульсуючий політ, в якому чергуються метеликоподібні серії змахів крилами із сковзанням на крило та падіннями. Мігруючі птахи можуть летіти вдень і вночі, але загальний обсяг міграції звичайно маскується завдяки наявності місцевих осілих популяцій. Цей птах взимку веде, звичайно, поодинокий спосіб життя, але в холодну погоду в доброму притулку можуть формуватись зграї, що налічують один-два десятки підкоришників.